# Lac Zorkul
Le lac Zorkul est un lac situé à la frontière entre l'Afghanistan et le Tadjikistan, dans le Grand Pamir, à l'origine de la Pamir.

## Protection
Le lac Zorkul a été déclaré site Ramsar le 18 juillet 2001.